# Chemotaksja
Chemotaksja – reakcja ruchowa całego organizmu lub zdolnych do samodzielnego ruchu komórek na kierunkowe chemiczne bodźce. Często nie jest łatwo określić, co jest właściwą taksją, a co kinezą. Podobnie, chemotaksja zbliżona jest do chemonastii, która jednak dotyczy tylko fragmentów ciała, a nie całego organizmu (np. ruch czułków rosiczek zamykających ofiarę jest kombinacją haptonastii i chemonastii, a nie chemotaksją). Służy m.in. do odnalezienia pokarmu lub partnera seksualnego (poprzez feromony), a także znajdywaniu się gamet. W zależności od kierunku ruchu w stosunku do kierunku działania bodźca wyróżniane są:
- chemotaksja dodatnia – w kierunku rosnącego gradientu stężeń, czyli w kierunku źródła chemoatraktanta.
- chemotaksja ujemna – w kierunku malejącego gradientu stężeń, czyli w kierunku przeciwnym do źródła chemorepelenta.

Ruchy chemotaktyczne wykonują np. bakterie, pierwotniaki, gamety, leukocyty.
W zależności od potrzeb danego gatunku lub funkcji danej komórki, bodźcami mogą być różne substancje. Przykładowo, dla bakterii gnilnych najsilniejszymi atraktantami są sole litowców i berylowców, glukoza, laktoza, mannitol, dekstryny, a także mocznik, asparagina, kreatyna, pepton, wyciąg mięsny, kwaśny salicylan sodu i in. Substancje te są ich pokarmem lub informują o źródle pokarmu, jednak czasem chemotaksję dodatnią wywołują substancje toksyczne, jak morfina czy eter. Dla bakterii chorobotwórczych atraktantem mogą być substancje wydzielane przez tkanki gospodarza. Jednym z bodźców może być stężenie tlenu (aerotaksja) lub jonów wodorowych (czyli pH). Chemoatraktantami są często substancje wydzielane przez gamety (gamony), dzięki którym łatwiejsze jest odnalezienie się wędrujących gamet. Plemniki wielu paprotników reagują na kwas jabłkowy wydzielany przez rodnie, a gamety zawłotni na glikoproteidy.
Czynniki wpływające na proces chemotaksji w procesach immunologicznych
- czynniki aktywujące proces chemotaksji – interleukiny (IL-1, IL-8); składniki dopełniacza c5a, c3a, c4a, c567; białka ostrej fazy; histamina; PAF; TNFα; defenzyny; leukotrieny; czynniki aktywujące eozynofile; LPS – czynnik egzogenny; fibrynogen
- czynniki hamujące proces chemotaksji – adrenalina, anafilaksyna, interleukiny (IL-4, IL-10), cAMP, inaktywatory poszczególnych składników dopełniacza, streptolizyna

Obniżona chemotaksja fizjologicznie występuje u noworodków i niemowląt, także w zespole niedoboru odporności.